# Mangkurtu mityula
Mangkurtu mityula is een kreeftachtigensoort uit de familie van de Spelaeogriphidae. De wetenschappelijke naam van de soort is voor het eerst geldig gepubliceerd in 1998 door Poore & Humphreys.